# August Wenzinger
August Wenzinger (Basilea, 14 de novembre de 1905 - Metzerlen-Mariastein, 25 de desembre 1996) va ser un violoncel·lista, gambista, professor de música i director d'orquestra suís.

## Vida i obra
La seva formació musical la va rebre al Conservatori de la ciutat de Basilea. Aquí va estudiar violoncel amb Paul Grümmer. Més endavant va estudiar teoria de la música amb Philipp Jarnach a l'Escola superior de música de Colònia i va rebre classes particulars de cello amb Emanuel Feuermann a Berlín.
Del 1929 al 1934 fou primer violoncel·lista a l'orquestra Ciutat de Bremen. A continuació va ocupar la mateixa posició en l'Allgemeine Musikgesellschaft de Basilea fins a l'any 1970.
El seu creixent interès es va centrar en la recuperació del repertori barroc en instruments originals. Així va néixer l'any 1930 en el cercle privat de l'empresari Hans Eberhard Hoesch (1891-1972) l'anomenada Kabeler Kammermusik, que es va dissoldre tres anys més tard per pressions polítiques. Sovint va actuar amb Gustav Scheck i Fritz Neumeyer com a Kammertrio für Alte Musik, una formació que va existir des de 1935 fins a 1965.
L'èxit va arribar a partir del 1954, quan Wenzinger començà a dirigir música barroca amb la Capella Coloniensis de la Westdeutscher Rundfunk a Colònia, aconseguint que la interpretació musical historicista amb instruments originals entrés en les sales de concert d'Europa. El 1955 interpretaren l'òpera L'Orfeo de Claudio Monteverdi. La "Capella" va actuar fins i tot a la Unió Soviètica, sent la primera invitació a una orquestra de l'alemanya occidental en la postguerra. Entre el 1958 i el 1966 va dirigir òperes barroques a Hannover, Alemanya.
A partir de 1934 va ser un dels primers professors de la recentment fundada Schola Cantorum Basiliensis. Sota el seu lideratge es va crear l'any 1968 el trio de violes de gamba de la Schola Cantorum. A més a més, va treballar com a professor convidat a la Universitat Harvard i la Universitat de Brandeis.